# 원산지 규정
원산지 규정(Rules of origin)은 특정제품의 원산지를 판단하는 기준 및 확인하는 방법이나 절차 등을 규정한 제반 법률이나 규정, 행정절차 등을 총칭하는 개념이다.

## WTO 원산지규정에 관한 협정
각국의 명백하고 예측가능한 원산지규정 및 이러한 규정의 적용이 국제무역의 흐름을 원활히 하며, 원산지규정 자체가 무역에 대한 장애요인을 초래하지 않도록 하며 또한 다른 회원국의 권리를 무효화 또는 침해하지 않도록 보장하기 위해서 각국의 원산지규정에 관한 법률·규정 및 관행 등이 공정, 투명, 예측 가능하며 일관되고 중립적인 방식으로 마련되고 적용되도록 요구하고 있다.

## 역외가공조항
싱가포르의 경우, 영토가 좁아 역내가공은 거의 하지 않는다. 외국의 공장에서 생산하고 '메이드 인 싱가포르' 표기를 한다. 유럽에도 다수의 국가들이 이런 방식으로 역외가공을 하여 자국산으로 표기를 한다. 한국의 경우에는 개성공단에서 생산된 제품들이 모조리 국산으로 표기되어 국내에 시판중이다. 따라서, 이러한 경우에는, 원산지 규정의 예외를 인정하는 역외가공조항을 명문화 하거나 기타 다양한 방식으로 해당국 제품의 지위를 부여해 수출을 인정한다.

## 우회수출금지조항
역외가공조항이 너무 광범위해지면, FTA 등이 체결되지 않은 국가의 물품을 수입해 중계무역하면서 원산지 표기만 바꾸어 재수출해 관셰혜택을 받을 수 있다.
호주에서 한국차의 시장점유율은 10%인데 일본차는 30%이다. 일본 도요타는 태국에 공장이 있는데, 호주와 태국은 FTA를 체결해 자동차 수출 관세가 0%이다. 따라서 일본차는 호주에 수출할 때 관세가 0%이다. 반면에, 한국이 호주에 자동차를 수출하면 5%의 관세를 내야 한다.

## 같이 보기
- 스파게티 접시 효과